# Giovanni Belletti

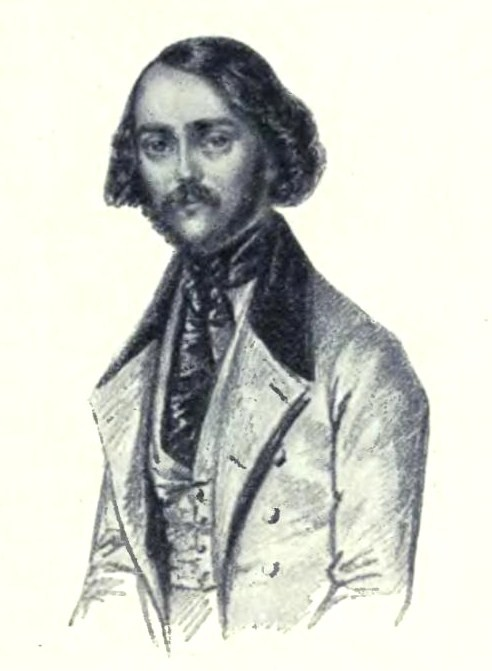
Giovanni Belletti. Efter en teckning av Maria Röhl 1841.

Giovanni Battista Belletti, född 1813 i Sarzana i närheten av Carrara, död 1890, var en italiensk operasångare (baryton).
Belletti utbildade sig i Italien och kom genom skulptören Johan Niclas Byströms förmedling 1837 eller 1838 till Stockholm och var 1839–44 anställd vid Kungliga teatern. Här lärde han känna Jenny Lind, och genom hennes förmedling fick han 1848 möjlighet att komma till London där han uppträdde på Her Majesty's Theatre, och deltog under Jenny Linds amerikanska resa 1850–51. Han vistades därefter fram till 1862 i England där han framträdde som konsert- och oratoriesångare, men återvände därefter till Italien. Han ansågs ha en utomordentlig röst, men däremot ha varit mindre lyckad som skådespelare. Bland hans roller märks främst komiska, såsom Figaro i Barberaren i Sevilla och Figaros bröllop.